# Jacek Bogucki
assinatura
Jacek Bogucki (Wysokie Mazowieckie; 13 de Fevereiro de 1959 —) é um político da Polónia. Ele foi eleito para a Sejm em 25 de Setembro de 2005 com 7189 votos em 24 no distrito de Białystok, candidato pelas listas do partido Prawo i Sprawiedliwość.